# Quatre cavaliers de l'apocalypse mafieuse
Les Quatre cavaliers de l'apocalypse mafieuse  (Quattro cavalieri dell'Apocalisse mafiosa) est un terme utilisé par Giuseppe Fava  attribué au groupe d'entrepreneurs en bâtiment de Catane qui, à partir des années 1970 et 1980, ont monopolisé les secteurs économiques de la ville de Catane. Le groupe était composé des Cavalieri del lavoro (« Chevaliers du travail »)
Carmelo Costanzo (it), Francesco Finocchiaro (it), Mario Rendo (it) et Gaetano Graci (it).

## Histoire

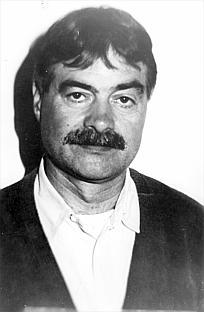
Benedetto « Nitto » Sanpaola

Ce terme a été utilisé pour la première fois par le journaliste dans le premier éditorial du magazine I Siciliani en 1983. Dans le cadre du procès d'Antonino Drago (it), qui a déclaré qu'il était contre-productif d'attaquer les quatre cavaliers, car ils ne seraient pas affaiblis, mais iraient plutôt investir leur argent en Ligurie ou au Piémont. En effet, en 1982, les Cavalieri de Catane avaient également attiré l'attention de Carlo Alberto Dalla Chiesa qui, s'étant établi comme Préfet de Palerme dans une fonction «  antimafia », et avait demandé au Préfet de Catane un dossier complet concernant les familles, les intérêts, les sociétés et les biens de Gaetano Graci et Carmelo Costanzo, dans lequel était précisée la nature de certaines de leurs relations avec des représentants de la criminalité à Catane, justifiées par la nécessité de « ne pas compromettre  » la bonne exécution de leurs intérêts. Pour ces raisons, Dalla Chiesa, dans l'interview accordée au journaliste Giorgio Bocca le 10 août 1982, a déclaré :
« È finita la Mafia geograficamente definita della Sicilia occidentale. Oggi la Mafia è forte anche a Catania, anzi da Catania viene alla conquista di Palermo. Con il consenso della Mafia palermitana, le quattro maggiori imprese edili catanesi oggi lavorano a Palermo. Lei crede che potrebbero farlo se dietro non ci fosse una nuova mappa del potere mafioso? »
— Carlo Alberto Dalla Chiesa, La Repubblica .

« La mafia géographiquement définie de la Sicile occidentale est terminée. Aujourd'hui, la mafia est également forte à Catane, en effet de Catane elle vient à la conquête de Palerme. Avec l'accord de la mafia de Palerme, les quatre plus grandes entreprises de construction de Catane travaillent aujourd'hui à Palerme. Pensez-vous qu'ils pourraient le faire si derrière eux il n'y avait pas une nouvelle carte du pouvoir mafieux? »
— La Repubblica .
Le 5 janvier 1984, un an après la publication de l'article, et après plusieurs tentatives des Cavalieri pour acheter le magazine, Giuseppe Fava a été tué par des membres du clan mafieux Santapaola.

## Conséquences
Ces déclarations ont provoqué, sous une forme officielle, le ressentiment de Costanzo, Rendo, Graci et Finocchiaro, qui se sont sentis remis en cause, provoquant une controverse soulevée par le président de la région de l'époque, Mario D'Acquisto, qui a publiquement invité Dalla Chiesa à préciser le contenu de ses déclarations et à s'abstenir de tels jugements si ces circonstances n'étaient pas prouvées. Le mois suivant, le 3 septembre 1982, Dalla Chiesa est tué à Palerme avec sa jeune épouse et l'officier d'escorte par un commando mafieux.

## Procédures judiciaires
Les révélations ultérieures du repenti Antonino Calderone, selon lesquelles « les Cavalieri de la construction  de Catane n'ont jamais été victimes de la mafia, [...], parce qu'ils avaient déjà la mafia en leur sein », ont été vaines et insuffisantes pour une condamnation.
En 1991, le juge d'instruction Luigi Russo les a acquittés, au motif qu'ils étaient contraints par nécessité de subir la « protection »  du clan Santapaola .
En 1994, à la suite d'une enquête de la Direzione Investigativa Antimafia (it) (DIA) dont sont ressorties de nouvelles interactions et des relations intenses entre les Cavalieri et Cosa Nostra, le juge Giuseppe Gennaro a contesté la sentence, mais les accusés ont été acquittés une nouvelle fois de manière définitive.